# Царбастумани
Царбастумани (груз. წარბასთუმანი) — село в Грузии, на территории Адигенского муниципалитета края (мхаре) Самцхе-Джавахети.

## География
Село находится в южной части Грузии, к югу от реки Кваблиани, на расстоянии 9 километров (по прямой) к юго-востоку от посёлка городского типа Адигени, административного центра муниципалитета. Абсолютная высота — 1230 метров над уровнем моря.

## Население
По результатам официальной переписи населения 2014 года, в Царбастумани проживало 44 человека (22 мужчины и 22 женщины). В национальной структуре населения грузины составляли 97,7 %, осетины — 2,3 %.
| Год  | Население, человек |
| ---- | ------------------ |
| 2002 | 86                 |
| 2014 | ↘ 44               |